# 原始武器
《原始武器》（英語：Body Weapon）是1999年由張敏导演、王晶監製，趙文卓、張慧儀、徐錦江、歐錦棠和馬德鐘等參與演出的一部香港情色片。

## 劇情
胡志君（趙文卓 飾）、李明生（歐錦棠 飾）和王小玲（張慧儀 飾）是出生入死的警員同伴。胡志君和李明生同時喜歡上了王小玲，然而，最終王小玲選擇了李明生。在李明生和王小玲的新婚之夜，兩人遭到三個劫匪劫持，結果李明生不幸死亡，而王小玲亦受盡侮辱。打受打擊的王小玲被停職後，決定靠自己的力量找到兇手，胡志君則堅定的成為了她的後盾。最終，名為阿梁（徐錦江 飾）的幕後真兇浮出水面，王小玲最終復仇成功。

## 演員
| 演員   | 角色   | 粵語配音 | 關係 |
| 趙文卓 | 胡志君 | 陳欣     | 警探，李明生的朋友，本喜歡王小玲，後為了李明生而放棄，被梁sir喜歡。                                                |
| 張慧儀 | 王小玲 | 陸惠玲   | 女警，李明生的朋友，後與其結婚，後因李明生被梁sir殺害，而決定色誘其並把他抓拿歸案。                                |
| 歐錦棠 | 李明生 | 歐錦棠   | 警探，胡志君的朋友，喜歡王小玲，後與其結婚，後被梁sir殺害。                                                        |
| 徐錦江 | 梁sir  | 張炳強   | 游泳教練，同性戀者，胡志君的朋友，並喜歡其，連環變態殺人案兇手，犯案時常穿著黑色外套及頭套，最後被王小玲用門夾死。 |
| 馬德鐘 | 馬sir  | 黎偉明   | 警官，胡志君、李明生及王小玲上司。                                                                                 |
| 霍耀良 | 紅毛   | 張炳強   | |

## 分級制度
依香港電影分級制度本片屬於第IIB級。

## 外部連結
- 香港影庫上《原始武器》的資料（繁體中文）

1. ↑  陳穎思. . 香港01. 2019-08-07  [2024-07-02]. （原始内容存档于2024-07-02） （中文（香港））.
2. ↑  陳穎思. . 香港01. 2024-05-21  [2024-07-02]. （原始内容存档于2024-07-02） （中文（香港））.